# Герстер (Міссурі)
Герстер (англ. Gerster) — селище (англ. village) в США, в окрузі Сент-Клер штату Міссурі. Населення — 21 особа (2020).

## Географія
Герстер розташований за координатами 37°57′18″ пн. ш. 93°34′36″ зх. д. / 37.95500° пн. ш. 93.57667° зх. д. (37.955122, -93.576778).  За даними Бюро перепису населення США в 2010 році селище мало площу 0,21 км², з яких 0,21 км² — суходіл та 0,00 км² — водойми.

## Демографія
Згідно з переписом 2010 року, у місті мешкало 25 осіб у 13 домогосподарствах у складі 7 родин. Густота населення становила 119 осіб/км².  Було 22 помешкання (105/км²).
Расовий склад населення:
| - 96,0 % — білих - 4,0 % — чорних або афроамериканців |

До двох чи більше рас належало 0,0 %. Частка іспаномовних становила 0,0 % від усіх жителів.
За віковим діапазоном населення розподілялося таким чином: 4,0 % — особи молодші 18 років, 76,0 % — особи у віці 18—64 років, 20,0 % — особи у віці 65 років та старші. Медіана віку мешканця становила 48,5 року. На 100 осіб жіночої статі у місті припадало 108,3 чоловіків;  на 100 жінок у віці від 18 років та старших — 118,2 чоловіків також старших 18 років.
За межею бідності перебувало 4,5 % осіб, у тому числі 33,3 % дітей у віці до 18 років та 0,0 % осіб у віці 65 років та старших.
Цивільне працевлаштоване населення становило 5 осіб. Основні галузі зайнятості: транспорт — 40,0 %, освіта, охорона здоров'я та соціальна допомога — 40,0 %, публічна адміністрація — 20,0 %.